# Ove Valentin Kielsen
Ove Valentin Kielsen (* 2. Januar 1803 in Kopenhagen oder Frederikshavn; † 1. Januar 1864) war ein dänischer Kaufmann und kommissarischer Inspektor in Grönland.

## Leben
Ove Valentin Kielsen war das jüngste von drei Kindern des Majors Kjeld Frederik Kielsen (1769–1835) und seiner Frau Benthea Cathrine Kielsen (1771–1844). Seine Eltern waren Cousin und Cousine.
Nach der Konfirmation ging er in einem Kleiderhandel in die Lehre. Nach Ende der Ausbildung begab er sich in die Dienste von Den Kongelige Grønlandske Handel und wurde im Alter von 21 Jahren als Handelsassistent nach Paamiut gesandt. 1827 wurde er zum kommissarischen Kolonialverwalter in Nuuk ernannt. Im selben Jahr kam der gleichaltrige Ove Kielsen (1803–1842), der Neffe seiner Mutter ebenfalls in Handelsdiensten nach Grönland. Nach dem Tod von Inspektor Christian Alexander Platou Ende 1827 übernahm Ove Valentin Kielsen das Amt des Inspektors von Südgrönland kommissarisch, bevor er im Folgejahr vom nordgrönländischen Kollegen Carl Peter Holbøll abgelöst wurde.
1829 wurde er als Walfängerassistent in Sisimiut angestellt. Am 1. März 1830 begab er sich mit einigen Begleitern auf eine Reise zum Inlandeis, wobei dies die erste solche Expedition seit Lars Dalager 1751 war. Nachdem ein Vordringen als unmöglich eingeschätzt wurde, kehrte die Gruppe zurück und kam am 9. März wieder in der Kolonie an. Erst 1870 gelang es Adolf Erik Nordenskiöld, weiter auf das Inlandeis vorzudringen.
1831 wurde Ove Valentin Kielsen zum Kolonialverwalter in Nuuk ernannt. Von 1832 bis 1833 erhielt er Heimaturlaub in Europa. Dabei heiratete er 1833 Anne Dorthe Juul (1809–1856), Tochter des Steuermanns Diderich Juul und seiner Frau Maren Westrup. Aus der Ehe gingen die beiden Kinder Maren Betty Caroline Kielsen (1836–?) und Kjeld Frederik Christian Kielsen (1838–?) hervor. Nach seiner Rückkehr wurde er zum Kolonialverwalter in Qeqertarsuatsiaat ernannt. Sein gleichnamiger Cousin war von 1835 bis 1836 ebendort beschäftigt. Von 1841 bis 1843 war er erneut beurlaubt. 1845 wechselte er zum erneuten Male zurück nach Nuuk, wurde aber bereits im Folgejahr zum Kolonialverwalter in Qaqortoq ernannt. Von 1849 bis 1852 erhielt er sich erneut in Dänemark auf und war dabei 1851 Kommissionsmitglied. Nach seiner Rückkehr nach Grönland blieb er nur noch ein Jahr in Qaqortoq, bevor er 1853 endgültig nach Europa zurückkehrte. Dort wohnte er zuerst in Kopenhagen und später auf Lolland bei seinem Schwiegersohn, dem Botaniker Emil Rostrup (1831–1907). Er starb 1864 am Tag vor seinem 61. Geburtstag.